# Нерубайло, Виктор Ефимович
Ви́ктор Ефи́мович Неруба́йло (13 октября 1934 — 2000) — советский и российский дипломат. Чрезвычайный и полномочный посол (1994).

## Биография
Окончил Московский государственный институт международных отношений (МГИМО) МИД СССР (1958) и Высшую дипломатическую школу МИД СССР (1973).
С 15 февраля 1991 по 2 ноября 1996 года — чрезвычайный и полномочный посол СССР/Российской Федерации в Албании.
Похоронен в Москве на Кунцевском кладбище.

## Семья
Был женат, двое детей.

## Дипломатический ранг
- Чрезвычайный и полномочный посланник 1 класса (15 февраля 1991)[3].
- Чрезвычайный и полномочный посол (29 декабря 1994)[4].